# Пироелектричество
Пироелектричество (огън на гръцки: пир, и електричество) е свойството на определени вещества да генерират временен електрически потенциал когато са нагрявани или охлаждани. Промяната на температурата леко променя положението на атомите в тяхната кристална решетка, така че поляризацията на веществото се променя. Тази промяна на поляризацията води до появата на временен електрически потенциал, който се преустановява след диелектричното време на релаксация.
Пироелектричеството не трябва да е смесва като понятие с термоелектричеството, при което постоянен, нееднороден температурен профил води до появата на постоянна разлика в електрически потенциал.

## Обяснение на ефекта
Пироелектричеството може да бъде представено като една от страните на триъгълник, където всеки ъгъл представя енергийни състояния в кристал: кинетична, електрическа и термична енергия. Страната между електрическия и термичния ъгъл представя пироелектрическият ефект и не произвежда кинетична енергия. Страната между кинетичния и електрическия ъгъл представя пиезоелектричния ефект и не произвежда топлина.
Въпреки че пироелектрически материали са били изкуствено създавани, ефектът е бил първоначално открит в минерали такива като турмалин. Пироелектрическият ефект присъства също така в костите и Сухожилията.
Пироелектрическия заряд в минералите се създава на срещулежащите страни на асиметричните кристали. Посоката в която се пренася заряда е обикновено постоянна в цялото пироелектрично вещество, но в някой вещества тази посока може да бъде променена от близко електрическо поле. За такива вещества се казва че притежават фероелектричество. Всички пироелектрични вещества са също така пиезоелектрични, тези две свойства са тясно свързани. Някой от пиезоелектричните вещества имат кристална симетрия която не позволява присъствието на пироелектричество.
Много малки промени в температурата могат да произведат електрически потенциал поради пироелектричеството на веществото. Пасивните инфрачервени сензори са често проектирани с употребата на пироелектрически вещества, тъй като топлината на човек или животно от разстояние един метър е достатъчна да генерира разлика в заряда.

## История
Най-ранното документиране на пироелектрическия ефект е творбите на Теофраст в 314 пр.н.е., които споменава че турмалина привличал парчета слама и пепел когато е нагряван. Свойствата на турмалина били преоткрити в 1707 от Йохан Георг Шмид, който също забелязал притегателните свойства на минерала когато е нагряван. Пироелектричеството е било първоначално описано – въпреки че не било наречено като такова – от Луис Лемери в 1717. В 1747 Карл Линей първи определил че феноменът е електрически, въпреки че това не било доказано до 1756 от Франц Епинус.
Изследванията в пироелектричеството значително напредват в 19 век. В 1824 Дейвид Брюстер наименувал ефекта с днешното му име. Уилям Томсън в 1878 и Волдемар Воит в 1897 помогнали в развитието на теория обясняваща процесите свързани с пироелектричеството. Пиер Кюри и неговият брат, Жак Кюри, изследвали пироелектричеството през 1880-те, което довело до откритието на някой от механизмите свързани с пироелектричеството.

## Математично описание
Пироелектрическия коефициента може да бъде описан като промяна на вектора на спонтанната поляризация с температурата:
{\displaystyle p_{i}={\frac {\partial {P_{S,i}}}{\partial {T}}}}
където pi (Cm-2K-1) е вектора на пироелектрическия коефициент.

## Производство на енергия
Пироелектрик може да бъде периодично нагряван и охлаждан (подобно на топлинния двигател) за да произвежда полезна електрическа енергия. Една група изчислила че пироелектрик в цикъл на Ериксон може да постигне 50% ефективността на Карно, докато при друго изследване било намерено вещество което теоретически може да постигне 84 – 92% от ефективността на Карно. (Тези стойности за ефективност са за самия пироелектрически ефект, пренебрегвайки загубите от загряването и охлаждането на материала, други загуби от пренасяне на температура, както и всякакви други загуби в системата.) Възможни плюсове на пироелектрическите генератори за генериране на електричество (в сравнение с конвенционалните топлинен двигател плюс електрически генератор), включват възможно по-ниски работни температури, по-малък размер на устройството, и по-малко движещи се части. Въпреки че за подобно устройство са били направени няколко патента, изглежда че това съвсем не е близо до готов продукт.